# عبد الرحمن البركة
عبد الرحمن البركة (بالإنجليزية: Abdulrahman Al-Barakah)‏؛ مواليد 21 سبتمبر 1990 في الرياض، السعودية، هو لاعب كرة قدم سعودي يلعب لنادي البكيرية.

## مسيرة اللاعب
كانت بداياته مع الشباب ولعب بعدها لأندية الشعلة والرائد والتعاون ونادي الفيحاء ونادي أبها ونادي الرياض ونادي البكيرية.

## روابط خارجية
- عبد الرحمن البركة على موقع قاعدة بيانات كرة القدم.إي يو (الإنجليزية)
- عبد الرحمن البركة على موقع كووورة